# Ушань (Тяньшуй)
Ушань (кит. упр. 武山, пиньинь Wǔshān) — уезд городского округа Тяньшуй провинции Ганьсу (КНР). Уезд назван по расположенной на его территории горе Учэншань.

## История
При империи Хань в 188 году был создан уезд Синьсин (新兴县). В эпоху Троецарствия эти земли оказались в составе царства Вэй, и уезд Синьсин был переименован в Учэн (武城县), но вскоре ему было возвращено прежнее название; тогда же был создан уезд Чжунтао (中陶县).
При империи Северная Вэй, уезд Чжунтао был в 447 году присоединён к уезду Синьсин. При империи Суй в 590 году уезд Синьсин был присоединён к уезду Лунси (陇西县).
При империи Тан во время мятежа Ань Лушаня эти земли были в конце VIII века захвачены тибетцами, и вернулись под китайский контроль только в 866 году.
При империи Сун в 1104 году эти земли вошли в состав уезда Нинъюань (宁远县). В 1131 году эти места были захвачены чжурчжэнями и вошли в состав империи Цзинь; в 1207 году уезд Нинъюань был расформирован.
В 1234 году эти земли были захвачены монголами. В 1279 году уезд Нинъюань был создан вновь.
После Синьхайской революции в Китае была проведена реформа административного деления. Так как оказалось, что в провинции Хунань имеется уезд с точно таким же названием, в 1914 году уезд Нинъюань был переименован в Ушань.
В декабре 1949 года был создан Специальный район Тяньшуй (天水专区), и уезд вошёл в его состав. В декабре 1958 года уезды Гангу и Чжансянь были присоединены к уезду Ушань, но в 1961 году они были воссозданы. В 1969 году Специальный район Тяньшуй был переименован в Округ Тяньшуй (天水地区).
Постановлением Госсовета КНР от 8 июля 1985 года Округ Тяньшуй был преобразован в Городской округ Тяньшуй.

## Административное деление
Уезд делится на 11 посёлков и 4 волости.